# 昭和63〜64年東京ベイNKホール「ゆく年くる年コンサート」LIVE 十五周年漂流記
『昭和63〜64年東京ベイNKホール「ゆく年くる年コンサート」LIVE 十五周年漂流記』（しょうわろくじゅうさんからろくじゅうよねんとうきょうベイエヌケイホール「ゆくとしくるとしコンサート」ライブ じゅうごしゅうねんひょうりゅうき）は、1989年4月10日に発売された、さだまさしのライヴ・アルバムである。

## 解説
1988年大晦日から1989年元旦未明まで東京ベイNKホールで行われた、さだのデビュー15周年記念の新春カウントダウンライヴのライヴ録音である。
このライヴ以前にも1985年の大晦日から1986年の元旦にカウントダウンライヴを神戸・ワールド記念ホールで行ったが、この後は2009年大晦日から2010年元旦にかけて両国国技館で行われたカウントダウンライヴまで21年間行われていなかった。
CDの普及によって、本作はさだの最後のアナログLP盤のアルバムとなった。

## 収録曲

### DISC 1
1. Final Count Down
この曲の後に、挨拶が収録されている
2. 立ち止まった素描画
3. フェリー埠頭
この曲の後には比較的長めの「トーク」が収録されており、1980年代初頭に喉を壊した時に病院でファイバースコープによる検査を受けた時の話などがされている。
4. ふきのとうのうた
5. 初雪の頃
6. 向い風
7. 坂のある町
8. 桐の花
9. 春雷
10. 風に立つライオン

### DISC 2
1. 夢と呼んではいけない〜星屑倶楽部
2. 私の履歴書（メドレー）
  - きみのふるさと - 案山子 - 精霊流し - 雨やどり - 天までとどけ - 檸檬 - 北の国から - 桃花源 - オレゴンから愛 - 無縁坂 - 秋桜 - 道化師のソネット - 追伸 - 関白宣言
3. 理・不・尽
4. マグリットの石
5. 夢の吹く頃
6. 夢と呼んではいけない〜Bye Bye Guitar
7. デイジー
8. 長崎小夜曲
9. 勇気を出して

## 演奏
- さだまさし - ボーカル、ギター、ヴァオリン
- 亀山社中
  - 福田郁次郎 - ベースギター
  - 立山健彦 - エレキギター
  - 坂元昭二 - アコースティックギター
  - 石川清澄 - ピアノ・キーボード
  - 宅間久善 - マリンバ・パーカッション
  - 井上広基 - ドラムス
- 村岡建 - サクソフォーン